# Acarospora brattiae
Acarospora brattiae är en lavart som beskrevs av K. Knudsen. Acarospora brattiae ingår i släktet Acarospora och familjen Acarosporaceae.   Inga underarter finns listade i Catalogue of Life.